# Jupiter’s Legacy (Fernsehserie)
Jupiter’s Legacy ist eine US-amerikanische Superhelden-Fernsehserie, die von Steven S. DeKnight entwickelt wurde und auf der gleichnamigen Image-Comic-Serie von Mark Millar und Frank Quitely basiert. Die gesamte erste Staffel mit 8 Folgen wurde bei Netflix in den USA am 7. Mai 2021 ausgestrahlt. Hauptdarsteller sind Josh Duhamel, Ben Daniels, Leslie Bibb, Elena Kampouris, Andrew Horton, Mike Wade und Matt Lanter. Bereits am 3. Juni 2021 gab Netflix bekannt, dass keine weitere Staffel produziert werden soll.

## Handlung
Die Serie beschreibt die Handlung in zwei parallel erzählten Zeitsträngen der 1930er und der Gegenwart der 2020er Jahre.
In der Zeit der Weltwirtschaftskrise reist der Fabrikantensohn Sheldon Sampson mit seinem Bruder Walter und vier weiteren Personen auf eine geheimnisvolle Insel, wo die sechs nach Lösung verschiedener Aufgaben Superkräfte erhalten. Sheldon gründet als „The Utopian“ das Superhelden-Team „Union of Justice“ und setzt dafür einen Kodex: niemals töten, niemals in die Politik einmischen. Diese Maxime bleibt für die folgenden hundert Jahre unverändert.
Die nächste Generation Superhelden, darunter die Kinder von Sheldon und seiner Frau Grace (alias „Lady Liberty“), kämpfen gegen Superschurken, denen der strikte Kodex nichts gilt. Als Sheldons Sohn Brandon („Paragon“) scheinbar einen der stärksten Superschurken („Blackstar“) tötet, entzündet sich eine öffentliche Debatte darüber, ob die strikten Ideale des Kodex aktuell noch sinnvoll sind. Brandons Schwester Chloe verweigert sich der Heldennachfolge, lebt als Model und hilft schließlich dem Sohn von Sheldons ehemals bestem Freund George Hutchence (alias „Skyfox“), der zuerst zum Feind der Union wurde und dann vor Jahren verschwand.

## Produktion

### Entwicklung
Am 17. Juli 2018 wurde bekannt, dass Netflix eine erste Staffel mit 8 Episoden bestellt hatte. Die Serie wurde von Steven S. DeKnight entwickelt, der neben Lorenzo di Bonaventura und Dan McDermott auch als ausführender Produzent mitverantwortlich war. Im September 2019 wurde bestätigt, dass DeKnight seine Funktion als Showrunner wegen kreativer Differenzen mitten in der Erstellung der ersten Staffel abgegeben hatte. Nachdem Sang Kyu Kim dies im November 2019 übernommen hatte, verließ DeKnight endgültig die Produktion.

### Casting
Als erste Darsteller wurden im Februar 2019 Josh Duhamel, Ben Daniels, Leslie Bibb, Elena Kampouris, Andrew Horton, Mike Wade und Matt Lanter gecastet. Im April des Jahres wurde Tenika Davis für eine wiederkehrende Rolle besetzt. Im August 2019 wurde bekannt, dass Chase Tang eine Rolle als Superschurkin übernehmen werde. Anna Akana erhielt im September 2020 eine wiederkehrende Rolle.

### Aufnahmen
Die Aufnahmen für die erste Staffel sollten im Mai 2019 beginnen. In Toronto, Ontario (Kanada) starteten die Dreharbeiten am 2. Juli 2019 und wurden am 24. Januar 2020 abgeschlossen. Zusätzliche Aufnahmen wurden im Januar 2021 gemacht.

### Musik
Für die Filmkomponistin Stephanie Economou war die Serie ihr erstes eigenes großes Projekt. Der Soundtrack brachte ihr persönlich gleich zwei renommierte Newcomerpreise (David Raksin Award for Emerging Talent der Society of Composers & Lyricists und Breakthrough Artist der British Academy of Film and Television Arts).

## Stil
Die Comicverfilmung zeigt nicht nur klassische Superhelden-Topoi, eine zweifache Heldenreise, sondern spielt mit den Elementen aus Psychothrillern, Abenteuerfilm und Mysteryelementen. Die Darstellung von Sex und Gewalt ist explizit.

## Besetzung

### Hauptdarsteller
| Rolle                                | Darsteller      | Synchronsprecher    |
| ------------------------------------ | --------------- | ------------------- |
| Sheldon Sampson / The Utopian        | Josh Duhamel    | Dennis Schmidt-Foß  |
| Walt Sampson / Brainwave             | Ben Daniels     | Otto Strecker       |
| Brandon Sampson / Paragon            | Andrew Horton   | Karim El Kammouchi  |
| Grace Kennedy-Sampson / Lady Liberty | Leslie Bibb     | Ann Vielhaben       |
| Chloe Sampson                        | Elena Kampouris | Ramona Rockenhausen |
| Fitz Small / The Flare               | Mike Wade       | Sebastian Kluckert  |
| George Hutchence / Skyfox            | Matt Lanter     | Jan Andres          |

## Episodenliste
| Nr. (ges.) | Nr. (St.) | Deutscher Titel                     | Originaltitel                     | Erstveröffentlichung USA | Deutschsprachige Erstveröffentlichung (D/A/CH) | Regie                | Drehbuch              | Zuschauer (USA) |
| ---------- | --------- | ----------------------------------- | --------------------------------- | ------------------------ | ---------------------------------------------- | -------------------- | --------------------- | --------------- |
| 1          | 1         | Im frühen Morgengrauen              | By Dawn's Early Light             | 7. Mai 2021              | 7. Mai 2021                                    | Steven S. DeKnight   | Steven S. DeKnight    | –               |
| 2          | 2         | Papier und Stein                    | Paper and Stone                   | 7. Mai 2021              | 7. Mai 2021                                    | Steven S. DeKnight   | Henry G.M. Jones      | –               |
| 3          | 3         | Übermal die Wolken mit Sonnenschein | Painting the Clouds With Sunshine | 7. Mai 2021              | 7. Mai 2021                                    | Christopher J. Byrne | Morenike Balogun Koch | –               |
| 4          | 4         | All die Teufel sind hier            | All the Devils Are Here           | 7. Mai 2021              | 7. Mai 2021                                    | Christopher J. Byrne | Akela Cooper          | –               |
| 5          | 5         | Wenn es vorherbestimmt ist...       | What's the Use?                   | 7. Mai 2021              | 7. Mai 2021                                    | Charlotte Brändström | Kate Barnow           | –               |
| 6          | 6         | Bedeck ihr Gesicht                  | Cover Her Face                    | 7. Mai 2021              | 7. Mai 2021                                    | Charlotte Brändström | Sang Kyu Kim          | –               |
| 7          | 7         | Omnes Pro Uno                       | Omnes Pro Uno                     | 7. Mai 2021              | 7. Mai 2021                                    | Marc Jobst           | Julia Cooperman       | –               |
| 8          | 8         | Wie alles endet                     | How it All Ends                   | 7. Mai 2021              | 7. Mai 2021                                    | Marc Jobst           | Steven S. DeKnight    | –               |